# Acleris cameroonana
Acleris cameroonana is een vlinder van de familie van de bladrollers (Tortricidae). De wetenschappelijke naam van deze soort is voor het eerst voorgesteld door Józef Razowski in een publicatie uit 2012.
De soort komt voor in Kameroen.